# انجمن بین‌المللی ناظران بیمه
انجمن بین‌المللی ناظران بیمه (IAIS) در سال ۱۹۹۴ تأسیس شده‌است و هدف آن تنظیم و نظارت بر فعالیت‌های بیمه‌ای در سطح بین‌المللی، ارتقای هماهنگی بین مقامات بیمه‌ای و تعیین استاندارهای بین‌المللی نظارت و قانونگذاری در بخش بیمه است. این سازمان، بیش از ۲۰۰ حوزه در بیش از ۱۴۰ کشور دارد. بیش از ۱۳۰ ناظر و کارشناس در این سازمان، خدمات نظارتی و کارشناسی ارائه کرده و ۹۷٪ از حق بیمه‌ها در سراسر دنیا را این مؤسسه تعیین می‌کند. از جمله فعالیت‌های این مؤسسه می‌توان به تهیه و تدوین آیین‌نامه‌ها و استاندارها، ارائه خدمات مشاوره‌ای و برگزاری سمینارها و همایش‌ها در زمینه فعالیت‌های بیمه‌ای اشاره نمود. همچنین IAIS اعضای خود را آموزش می‌دهد و فعالیت آنها را با ناظران در سایر مؤسسات و بخش‌های مالی هماهنگ می‌کند.
مقر سازمان در شهر بازل کشور سوئیس است.